# 語られざる事件
語られざる事件（かたられざるじけん、英: The Untold Tales）は、イギリスの小説家アーサー・コナン・ドイルが、シャーロック・ホームズを主人公として創作した一連の推理小説の作中において、事件名などへの言及がありながら、その事件について述べた作品がドイル自身によっては書かれなかった事件群のこと。数え方によって、70件程度から100件以上あるとされ、後の作家たちによって、その事件を取り上げたパスティーシュが創作された例もある。

## 概要
ドイルは、しばしば作品の冒頭などで、語り手であるワトスン博士に、「この頃は、何々の事件があったが...」などと、いろいろ事件名を出させ、その上で本題の事件に入っていく、という手法をとった。また、ホームズの台詞の中で、過去の事件が言及されることもある。このため、作品世界の中では既に起こったこと、ホームズが関わりワトスンが記録を残している事件とされながら、読者には内容が提示されない「語られざる事件」が少なからず生まれることとなった。
「語られざる事件」の数については、同じ事件を別の呼び方で言及している可能性や、異なる作品で同じような言い回しで言及されていたも別々の複数の事件である可能性などを考慮すると、広く一致した見解はない。シャーロキアンであるフィリップ・K・ジョーンズ (Philip K. Jones) は、「語られざる事件」が160件ほどあるという見解もあるが、それは疑わしい、と述べている。また、同じくランドール・ストック (Randall Stock) は、100件以上の「語られざる事件」が存在するとした上で、ホームズがはっきりと関わったと考えられるものとして61件をリストアップしており、日本のシャーロキアン・サイトである「シャーロッキアンへのはてしなき道」には、83件のリストが提示されている。
作品中に言及がある事件の中には、ホームズが関わっていないと思われるものも少なからずあり、それについては「語られざる事件」とされないこともある。
「語られざる事件」の中には、「第二の汚点」のように、先に発表された「海軍条約文書事件」や「黄色い顔」で事件名が言及され、「語られざる事件」となっていたものが、後日、ドイル自身によって作品として発表された例もある。また、ドイルの息子であるエイドリアン・コナン・ドイルや、エイドリアンと合作したディクスン・カー、ジューン・トムスンらによるものをはじめ、「語られざる事件」についてのパスティーシュが後に創作された例もある。
上述のシャーロキアン、フィリップ・K・ジョーンズは、ドイルによるホームズもの（シャーロキアンの間では「正典 (Canon)」と称される）にはいっさい言及がないにも関わらず、ホームズが活躍したと設定されている時期に、現実にロンドンで起こった未解決事件である切り裂きジャックの事件を「語られざる事件」のひとつと見なしているが、これはホームズと切り裂きジャックの絡みを取り上げたパスティーシュ作品が多数にのぼることを踏まえた見解である。

## おもな「語られざる事件」
| 事件名                                     | 作品               | 出版年           | 言及（強調は引用者） | 注記（派生作品など）                |
| ------------------------------------------ | ------------------ | ---------------- | --- | ----------------------------------- |
| トレポフ殺人事件                           | ボヘミアの醜聞     | 1892年（冒険）   | From time to time I heard some vague account of his doings: of his summons to Odessa in the case of the Trepoff murder,...                                                                                         | ACD/JDC: 七つの時計の事件           |
| アーンスウォース城                         | ボヘミアの醜聞     | 1892年（冒険）   | In the case of the Darlington substitution scandal it was of use to me, and also in the Arnsworth Castle business.                                                                                                 | ACD/JDC: 赤い寡婦の事件             |
| ダーリントンの換え玉の醜聞                 | ボヘミアの醜聞     | 1892年（冒険）   | In the case of the Darlington substitution scandal it was of use to me, and also in the Arnsworth Castle business.                                                                                                 | ACD/JDC: 蝋人形賭博師の事件         |
| カンバウェル区の毒殺事件                   | オレンジの種五つ   | 1892年（冒険）   | The year '87 furnished us with a long series of cases of greater or less interest, … , and finally of the Camberwell poisoning case.                                                                               | ACD/JDC: 金時計の事件               |
| ウォーバトン大佐の発狂                     | 技師の親指         | 1892年（冒険）   | … there were only two which I was the means of introducing to his notice -- that of Mr. Hatherley's thumb, and that of Colonel Warburton's madness.                                                                | ACD: 密閉された部屋の事件           |
| イングランドで最も尊敬されている一家の恐喝 | バスカヴィル家の犬 | 1902年           | At the present instant one of the most revered names in England is being besmirched by a blackmailer, and only I can stop a disastrous scandal.                                                                    | ACD/JDC: 二人の女性の事件           |
| ノンパレル・クラブの有名なトランプ醜聞     | バスカヴィル家の犬 | 1902年           | ... he had been engaged in two affairs of the utmost importance, in the first of which he had exposed the atrocious conduct of Colonel Upwood in connection with the famous card scandal of the Nonpareil Club,... | ACD/JDC: アバス・ルビーの事件       |
| 黒い准男爵                                 | バスカヴィル家の犬 | 1902年           | | ACD/JDC: 色の浅黒い男爵の事件       |
| ファラースの書類                           | プライオリ学校     | 1905年（帰還）   | My colleague, Dr. Watson, could tell you that we are very busy at present. I am retained in this case of the Ferrers Documents, and ...                                                                            | ACD/JDC: 黒衣の天使の事件           |
| 名うてのカナリヤ教練師ウィルソン           | ブラック・ピーター | 1905年（帰還）   | ... down to his arrest of Wilson, the notorious canary-trainer, which removed a plague-spot from the East End of London.                                                                                           | ACD/JDC: デトフォドの恐怖           |
| アドルトンの悲劇                           | 金縁の鼻眼鏡       | 1905年（帰還）   | Here also I find an account of the Addleton tragedy, and ... | ACD/JDC: ファウルクス・ラス館の事件 |
| ジェームズ・フィリモア氏                   | ソア橋             | 1927年（事件簿） | Among these unfinished tales is that of Mr. James Phillimore, who, stepping back into his own house to get his umbrella, was never more seen in this world.                                                        | ACD/JDC: ハイゲイトの奇蹟事件       |